# Sayda
Sayda è una città di 1 697 abitanti della Sassonia, in Germania.
Appartiene al circondario (Landkreis) della Sassonia centrale (targa FG) ed è parte della comunità amministrativa (Verwaltungsgemeinschaft) di Sayda.

## Storia

### Simboli
Il più antico sigillo comunale conosciuto è datato al 1454. Lo stemma della città riprende l'arma dei Signori di Schönberg, che risiedevano nel castello di Purschenstein (Neuhausen) dal 1336. Secondo la leggenda, un membro della famiglia Schönberger combatté con un leone durante una crociata in Palestina e l'animale, ferito a morte, morì in un canneto presso la riva di un fiume; quando venne recuperata la spoglia della fiera, questa aveva l'addome macchiato di verde dalle alghe e dalle piante acquatiche.

## Amministrazione

### Gemellaggi
- Sogliano al Rubicone